# Olive Temple
Olive Susan Miranda Temple (de soltera MacLeod; 18 de febrero de 1880 - 16 de mayo de 1936) fue una escritora y viajera escocesa, conocida por su trabajo en historia natural y etnografía. En 1910-1911, viajó 6000 km (3700 millas) a través de partes de África poco conocidas por los europeos para visitar la tumba de su prometido y luego publicó un libro basado en sus observaciones. En África, más tarde conoció y se casó con el funcionario colonial Charles Lindsay Temple, y escribió un segundo libro sobre la geografía y etnografía del norte de Nigeria. La pareja finalmente se instaló en Granada.

## Orígenes
Olive Susan Miranda MacLeod nació el 18 de febrero de 1880, la hija menor de Sir Reginald MacLeod of MacLeod, el jefe del clan MacLeod, con su esposa, Lady Agnes Mary Cecilia. Su hermana mayor era Flora MacLeod of MacLeod.

## Primer viaje

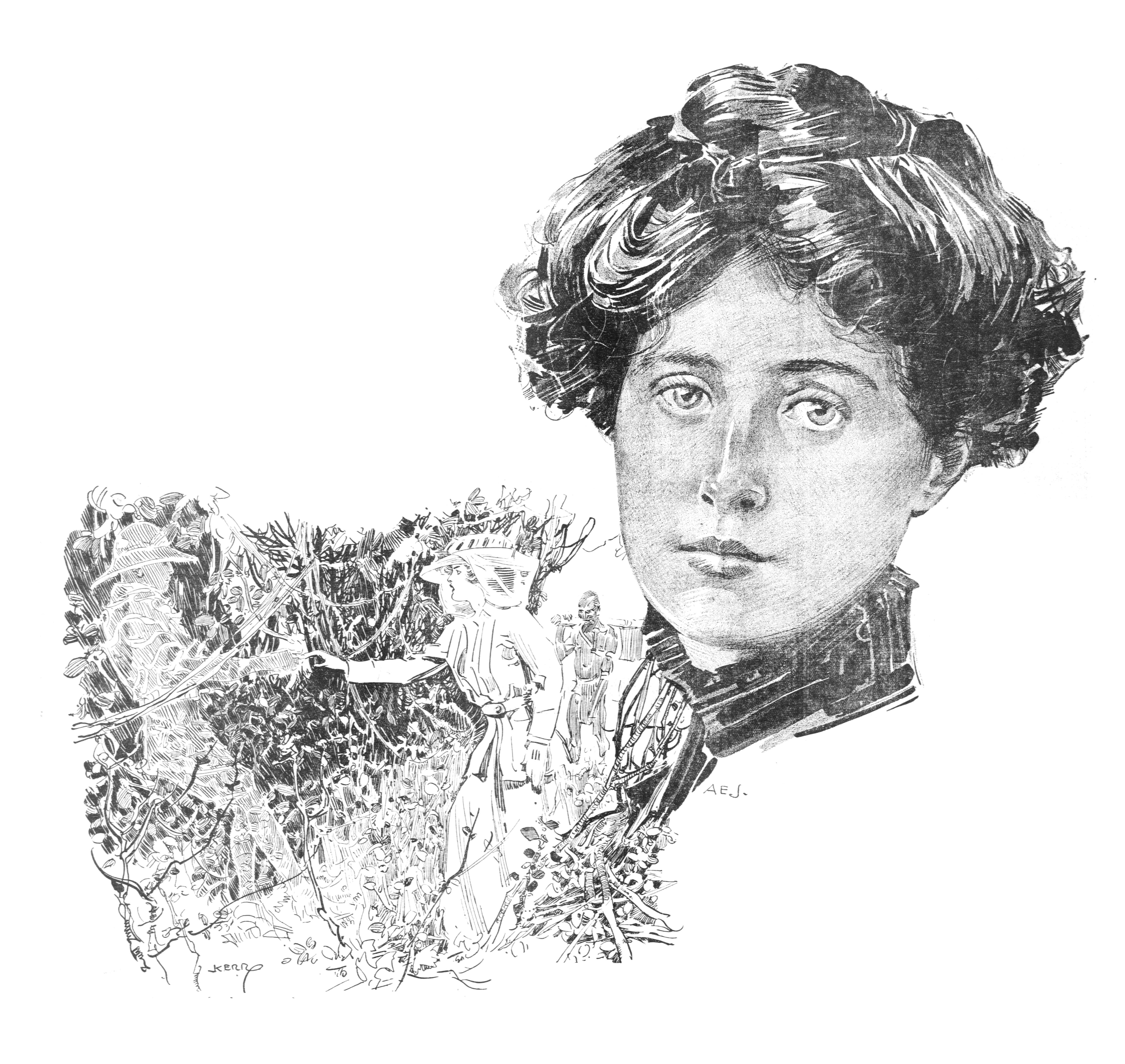
Imagen en El Paso Herald, 19 de octubre de 1913.

Olive MacLeod fue conocida en su época como «una de las exploradoras más intrépidas». Su prometido, el teniente explorador Boyd Alexander, fue asesinado en 1910 durante una disputa con algunos habitantes locales mientras viajaba por las tierras fronterizas de Imperio uadai, al noreste del lago Chad. Fue enterrado junto a su hermano Claud en Maifoni, un puesto británico cerca del lago Chad. MacLeod, angustiada, intentó visitar su lejana tumba. Viajó aproximadamente 6000 km (3700 millas) a través de África, incluidas áreas previamente desconocidas para los europeos. Seis meses de la expedición transcurrieron en un país que nunca había sido visitado por mujeres blancas. Posteriormente, las autoridades coloniales francesas le pusieron su nombre a ciertas cascadas como tributo a su valentía. MacLeod viajó tanto a pie como a caballo, y fue transportado en literas durante tres días a través de tierras pantanosas.
MacLeod conservó muchos recuerdos de su viaje, algunos de los cuales entraron en la colección del Museo Maidstone . También hizo muchas grabaciones de historia natural y cuestiones etnográficas, y las publicó en su primer libro, Chiefs and Cities of Central Africa (1912).

## Años posteriores
En 1912, MacLeod se casó con Charles Lindsay Temple, quien más tarde fue vicegobernador del norte de Nigeria. La posición de su marido le dio acceso privilegiado a los documentos oficiales que sirvieron de base para la redacción de Notes on the Tribes, Provinces, Emirates and States of the Northern Provinces of Nigeria (1919).
La pareja finalmente se instaló en Granada, y allí murió Carlos el 9 de enero de 1929. Olive Temple luego regresó a Gran Bretaña y vivió durante algún tiempo en Kent. Murió el 16 de mayo de 1936 en Carmen de los Fosos, Granada, y fue enterrada junto a su marido en el cementerio local.

## Galería

Chiefs and Cities of Central Africa («Jefes y ciudades de África Central», 1912)
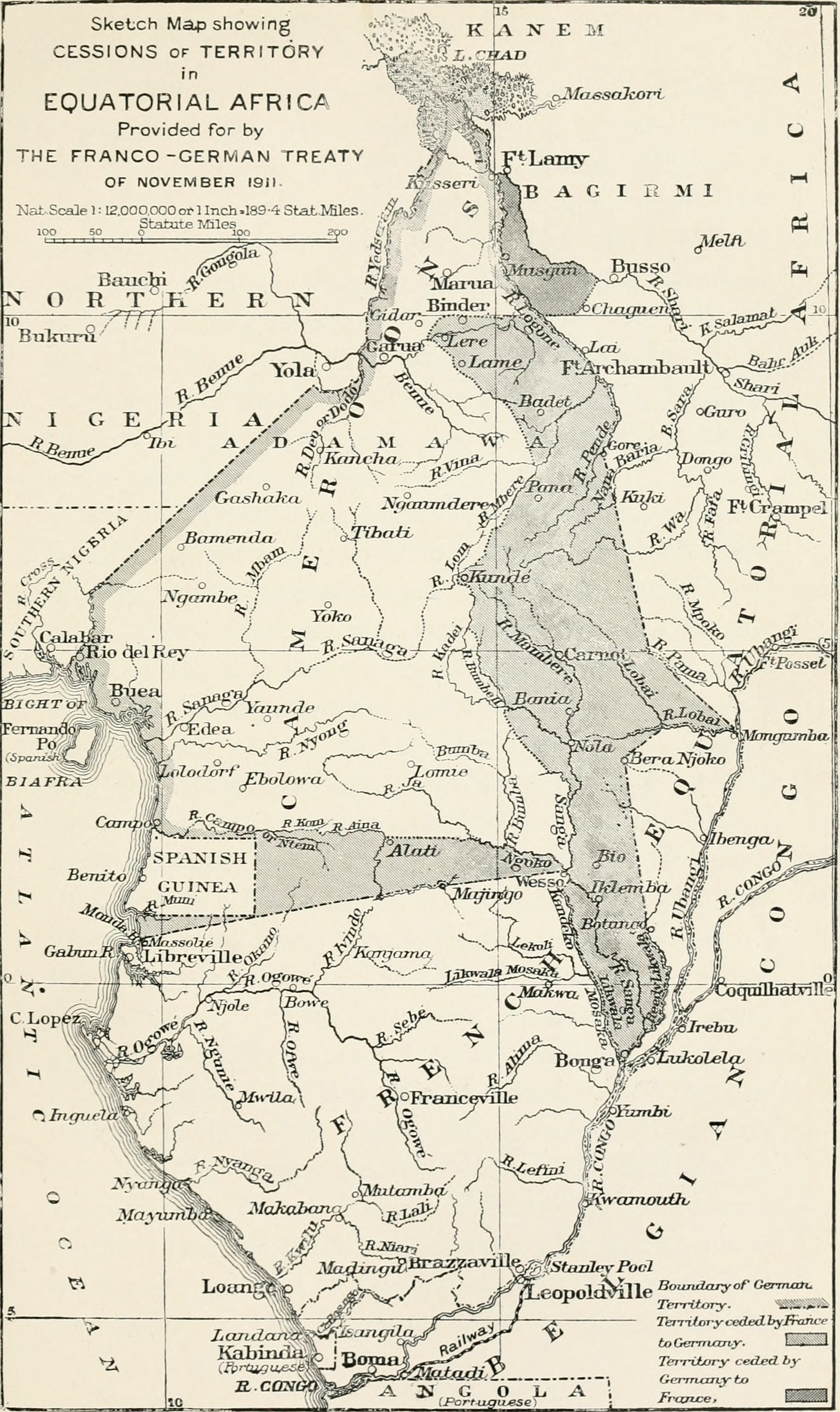
Croquis que muestra las cesiones de territorio en África Ecuatorial previstas por el Tratado Franco-Alemán de noviembre de 1911.
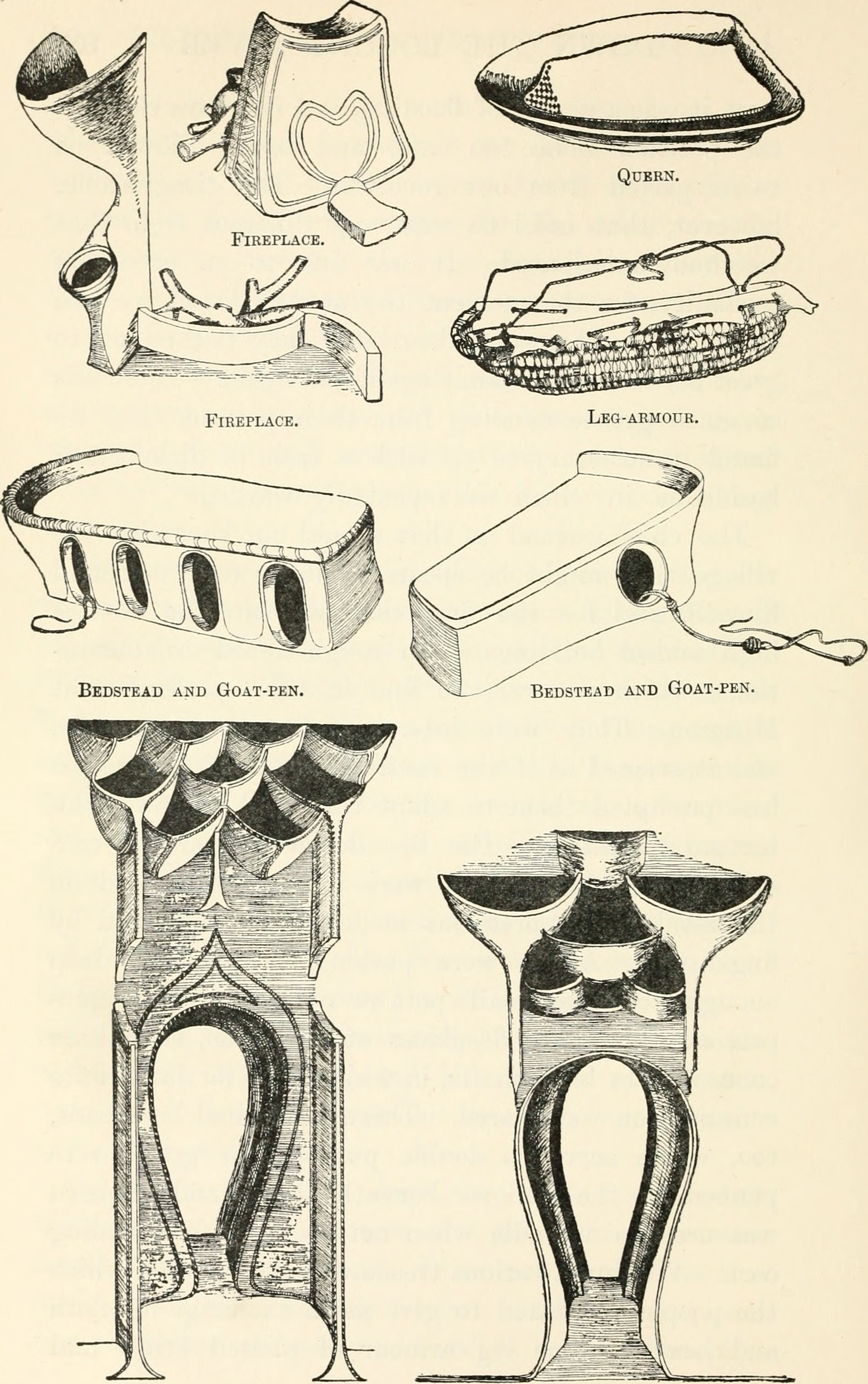
(1, 3) Chimenea (2) Molinillo (4) Armadura para las piernas (5, 6) Cama y corral para cabras (7) Portal tipo plátano (8) Portal.
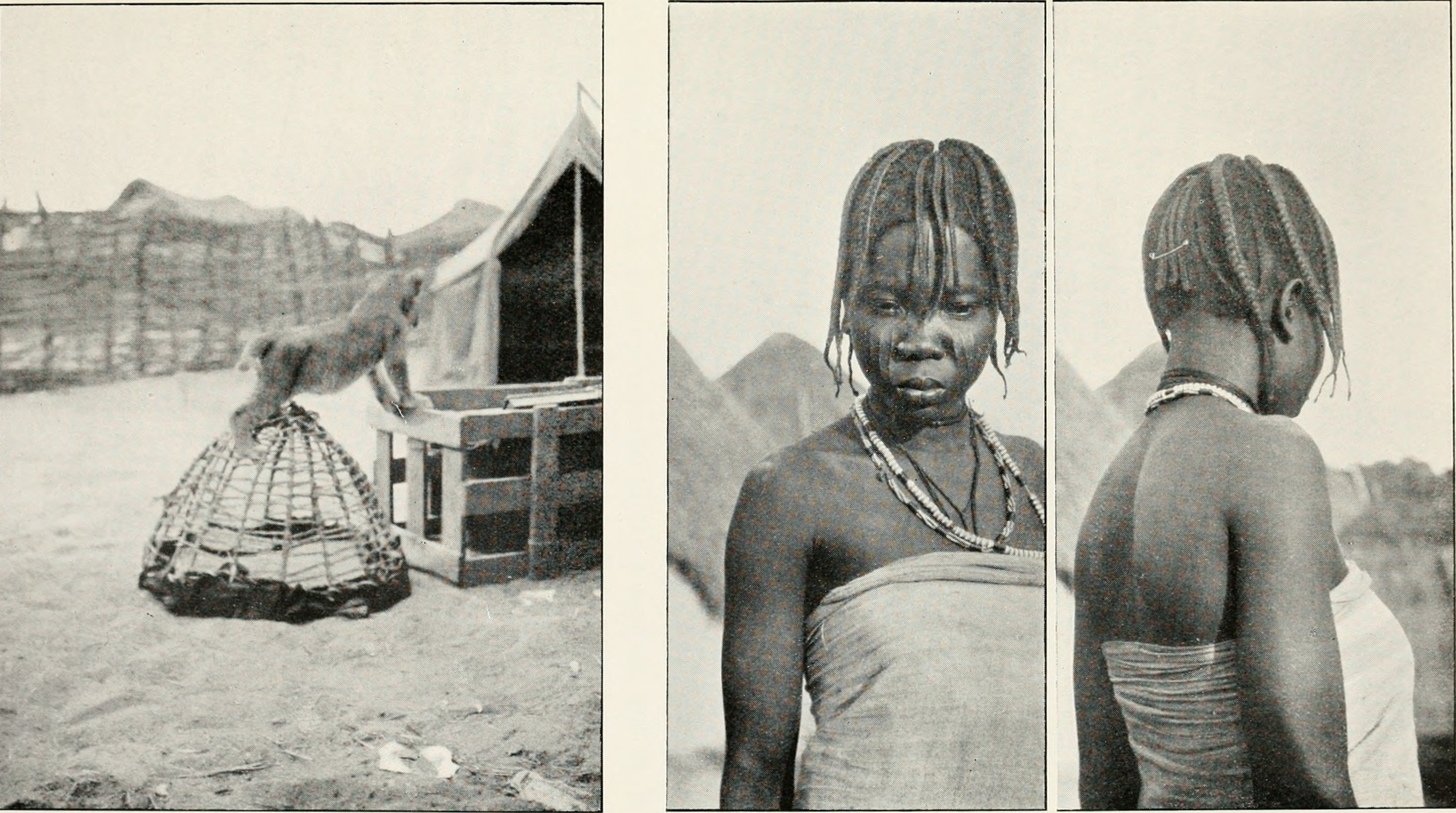
(1) Lamy en su jaula ambulante (2, 3) Tipo de mujer Kotoko.
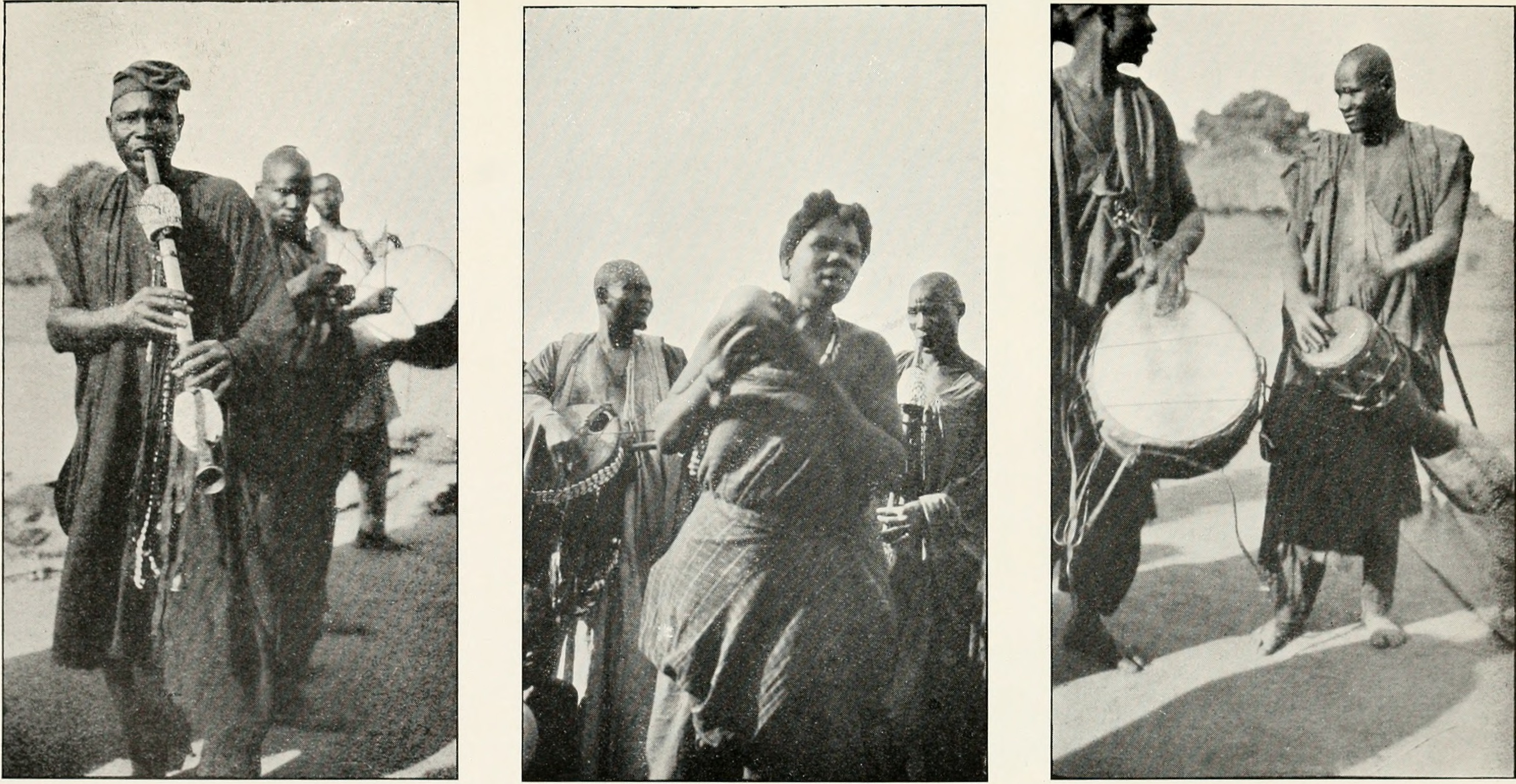
(1) Un músico Kotoko (2) Un músico tocando un sonajero de calabaza (3) Tambores Kotoko.
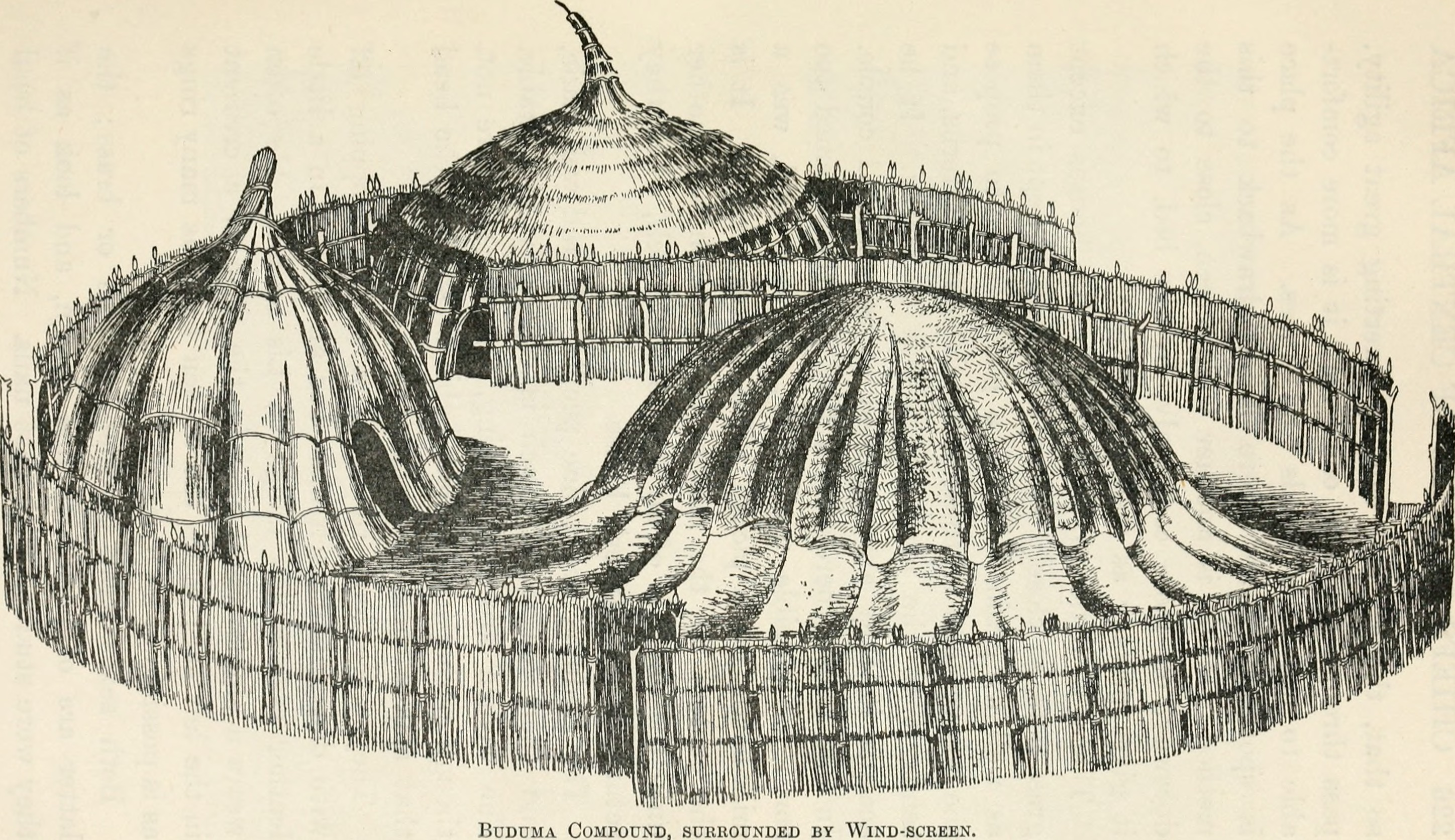
Complejo de Buduma, rodeado por un parabrisas.